# 热夫罗勒
热夫罗勒（法語：Gevrolles，法語發音：[ʒəvʁɔl]）是法国科多尔省的一个市镇，属于蒙巴尔区。

## 地理
热夫罗勒（47°59'16"N, 4°46'42"E）面积27.05 平方千米，位于法国勃艮第-弗朗什-孔泰大區科多尔省，该省份为法国中东部省份，北起奥布省，西接涅夫勒省和约讷省，南至索恩-卢瓦尔省，东南接汝拉省，东临上索恩省，东北部与上马恩省接壤。
与热夫罗勒接壤的市镇（或旧市镇、城区）包括：奥布河畔朗蒂、里耶勒莱索、奥布河畔蒙蒂尼、拉特勒塞-奥布河畔奥尔穆瓦。

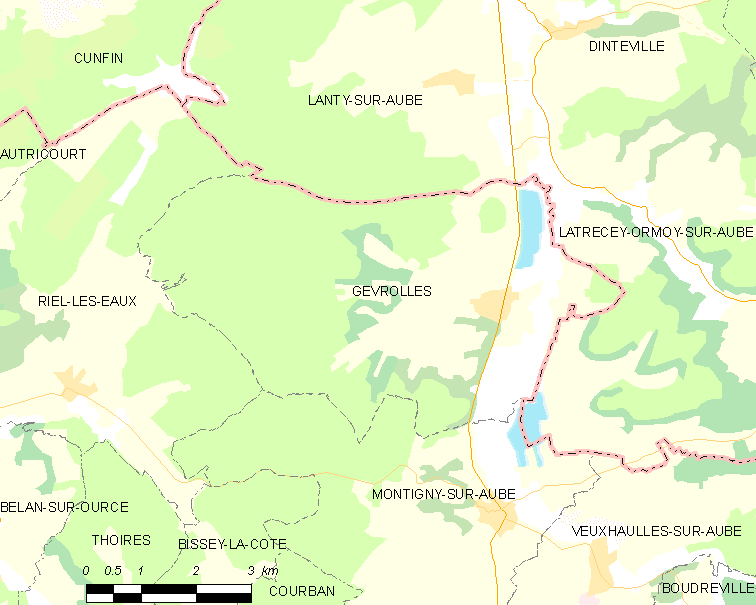
热夫罗勒的OSM定位图

热夫罗勒的时区为UTC+01:00、UTC+02:00（夏令时）。

## 行政
热夫罗勒的邮政编码为21520，INSEE市镇编码为21296。

## 政治
热夫罗勒所属的省级选区为塞纳河畔沙蒂永县。

## 人口

1962-2008年间热夫罗勒人口变化图示

热夫罗勒于2022年1月1日时的人口数量为167人。